# Afrisolia obesa
Afrisolia obesa är en stekelart som beskrevs av Lubomir Masner och Lars Huggert 1989. Afrisolia obesa ingår i släktet Afrisolia och familjen gallmyggesteklar. Inga underarter finns listade i Catalogue of Life.